# Clarke (rivière du district de Grey)
Pour les articles homonymes, voir Clarke.
La rivière Clarke (en =anglais : Clarke River)  est une rivière du District de Grey, est une des trois rivières nommées rivière Clarke de l’Ile du Sud de la Nouvelle-Zélande.

## Géographie
Elle s’écoule vers le nord-ouest sur 12 kilomètres avant de rejoindre la partie supérieure du fleuve Grey tout près de la limite du  Parc Forestier Victoria.